# Howard University
Howard University er et privat afroamerikansk universitet i Washington, D.C. i USA. Det blev grundlagt i 1867 som et af de såkaldte traditionelle sorte læresteder i USA. 
I 2020 var der 9.153 studenter og 1.326 videnskabelige ansatte ved Howard, og skolepengene dette år var US$ 22.325. Mange af studenterne studerer ved hjælp af forskellige stipendier. Studierne strækker sig helt op til doktorgradsniveau (Ph.D). I 2020 var 83% af studenterne afro-amerikanske, 7% udenlandske og resten fordelt på andre etniske grupper. 66% af studenterne var kvinder og 34% mænd.